# Laser Physics
Laser Physics is een internationaal, aan collegiale toetsing onderworpen wetenschappelijk tijdschrift op het gebied van de natuurkunde. De naam wordt in literatuurverwijzingen meestal afgekort tot Laser Phys.
Het wordt uitgegeven namens de Russische Academie van Wetenschappen en verschijnt tweemaandelijks.
Het eerste nummer verscheen in 1991.